# Can Pinyot
Can Pinyot és una masia a Ginestar (municipi de Sant Gregori, el Gironès) protegida com a bé cultural d'interès local. Al costat de la casa i conformant l'espai de l'era hi ha el paller de planta quadrangular, parets de maçoneria amb carreus a les cantonades i el pilar central. Es desenvolupa en dos nivells i es troba en bastant bon estat.
El mas pròpiament dit és una construcció de planta rectangular amb un cos adossat en un lateral de la façana principal. Es desenvolupa en planta baixa i pis. La coberta és de teula àrab a dues vessants, amb un ràfec de tres fileres de teula i dues de rajol. Les parets portants són de maçoneria amb carreus a les cantonades i les obertures.
La porta principal presenta els brancals de pedra i la llinda de fusta. Les finestres del primer pis tenen els brancals i les llindes de pedra bisellada i l'ampit motllurat que descansa sobre tres carreus. La part posterior de la casa és més antiga, en planta baixa presenta els sostres amb volta de maçoneria i la resta de la casa són amb cairats de fusta.